# Obelisco a los Constituyentes de 1830
El obelisco a los Constituyentes de 1830 es un obelisco histórico de la ciudad de Montevideo, Uruguay, ubicado en la intersección del bulevar Artigas con la avenida 18 de Julio. Es una obra en bronce y granito del escultor uruguayo José Luis Zorrilla de San Martín. Inaugurado en 1938, honra a los participantes en la Asamblea General Constituyente y Legislativa del Estado, que sancionó la primera Constitución del Uruguay en el año 1830.
Este obelisco de 40 metros de altura se realizó enteramente en granito rosado uruguayo. En su cara oeste, la aguja central tiene grabada la inscripción A los constituyentes de 1830. Incluye tres estatuas de bronce que representan a la Ley, la Fuerza y la Libertad. Tiene una fuente de agua hexagonal alrededor. En el borde de la fuente están grabados los nombres de las instituciones bancarias que ofrendaron su homenaje a los constituyentes de 1830.
En 1983, junto al mismo tuvo lugar un histórico acto ciudadano de oposición a la dictadura cívico-militar, bajo la consigna «Por un Uruguay sin exclusiones».

## Galería

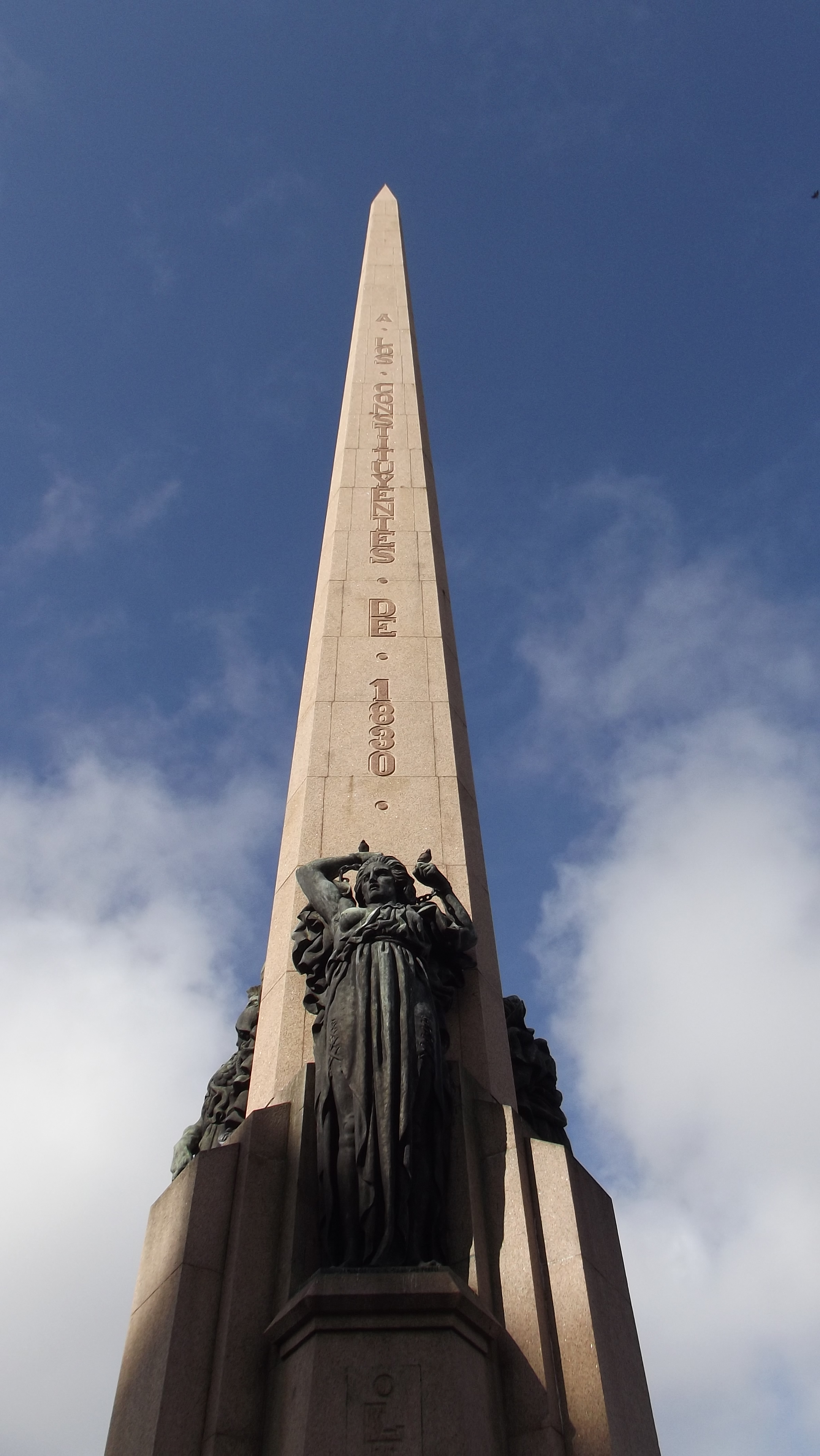
Desde la base
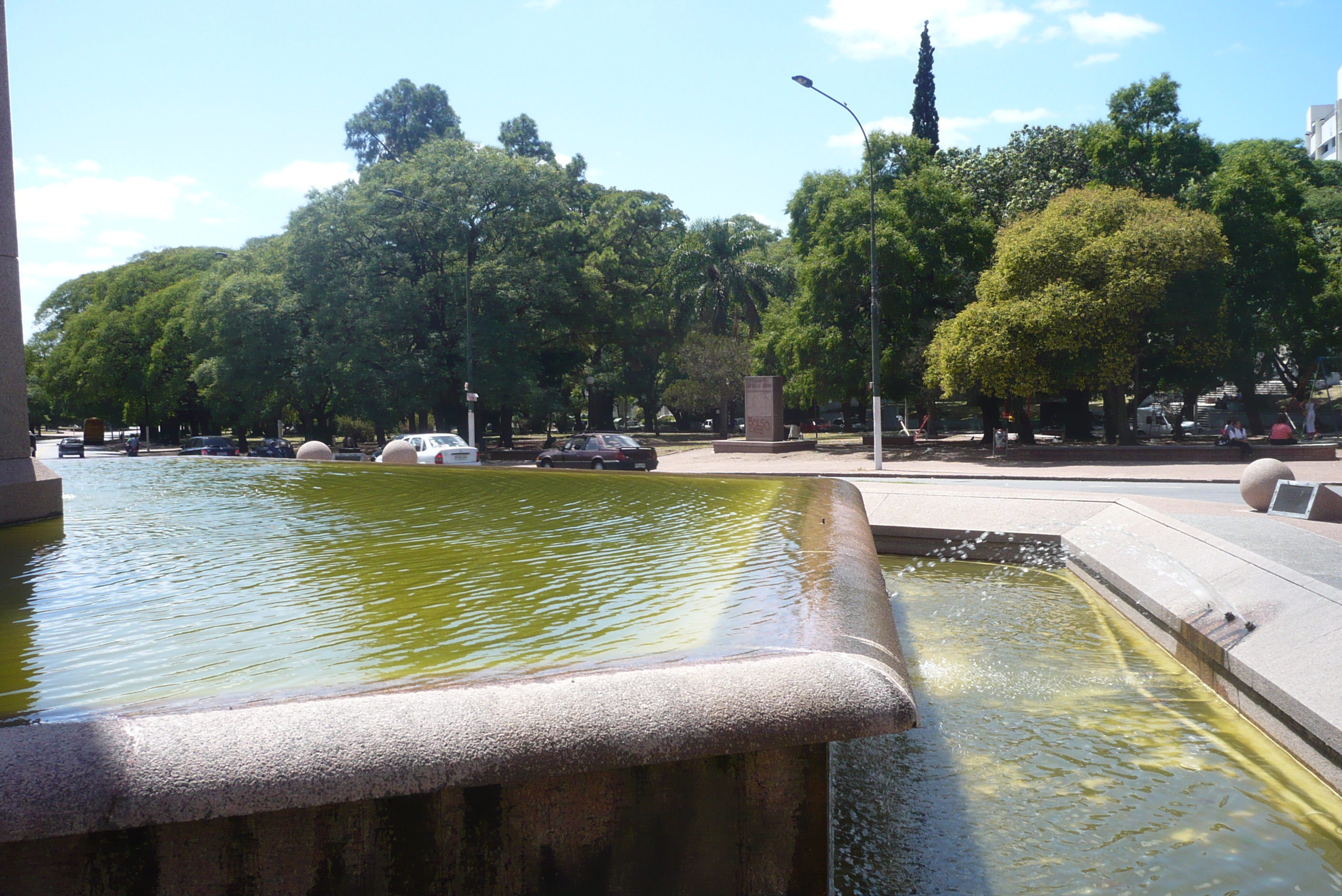
Fuente
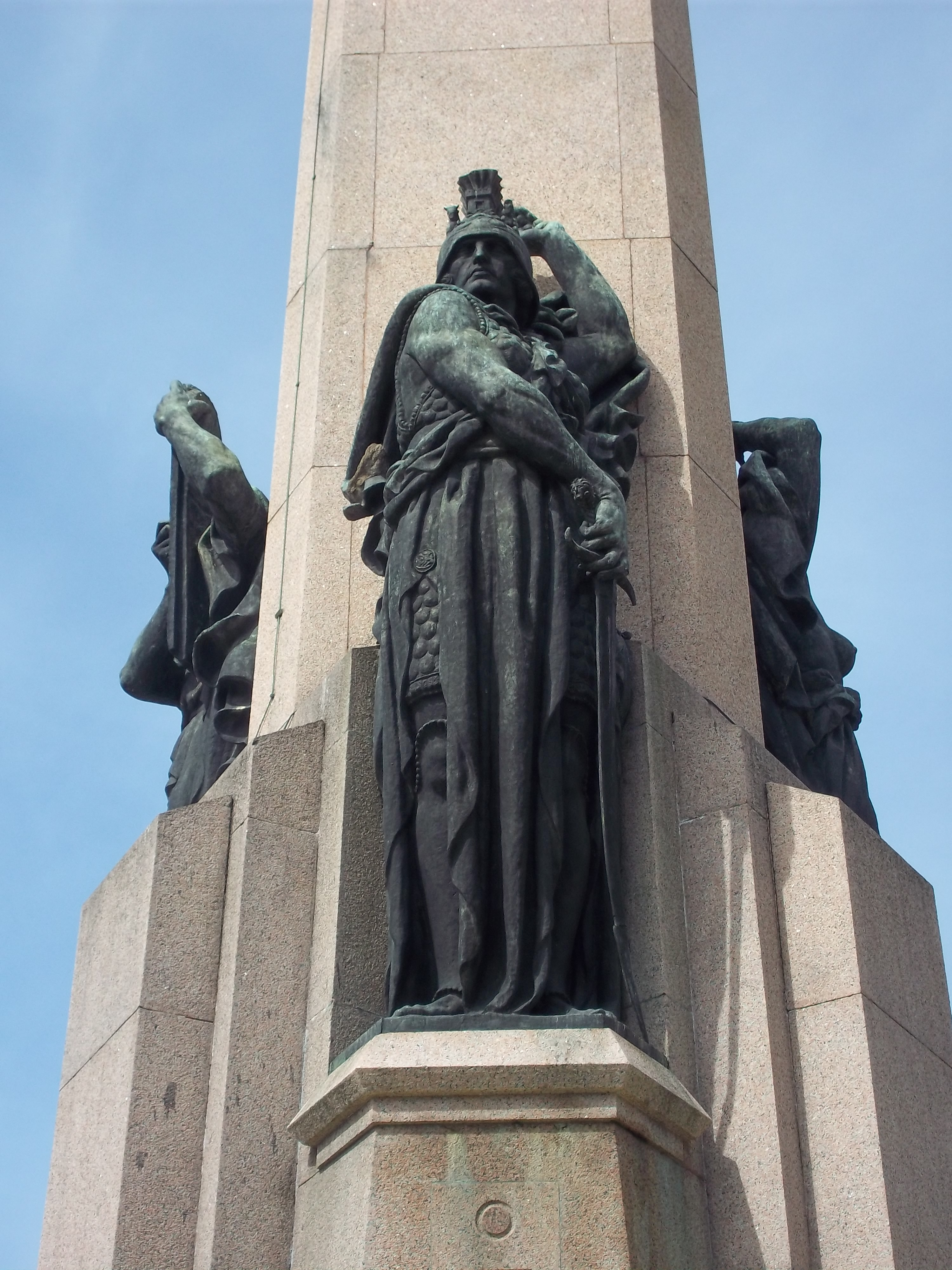
La Fuerza
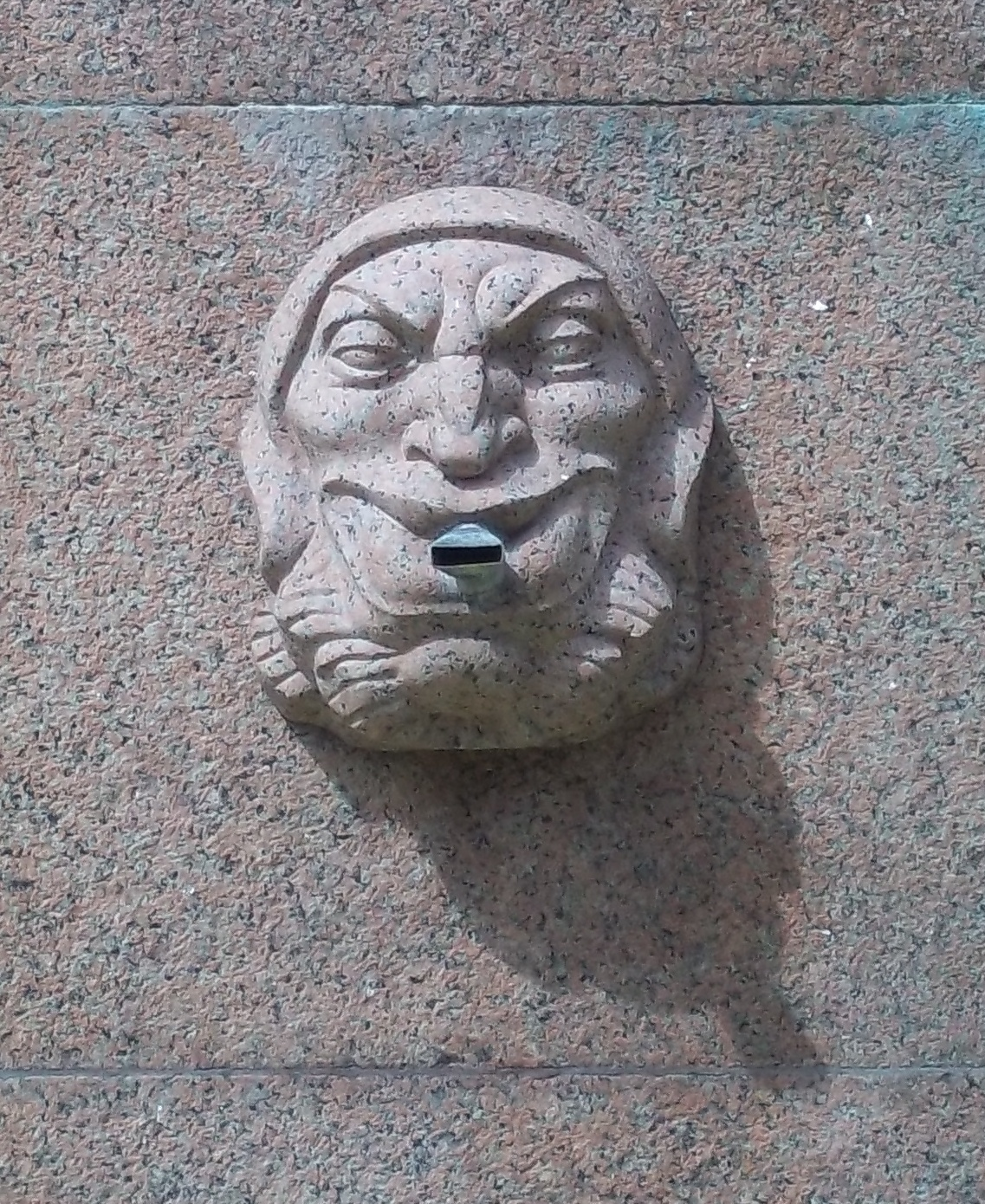
Detalle escultórico